# Llista d'espècies de linífids (D)
Llista d'espècies de linífids, per ordre alfabètic, que comencen per la lletra D. Apareixen totes les espècies descrites fins al 20 de novembre de 2006.
- Per a les llistes d'espècies amb les altres lletres de l'alfabet, aneu a l'article principal, Llista d'espècies de linífids.
- Per a la llista completa de tots els gèneres vegeu l'article Llista de gèneres de linífids.

## Gèneres i espècies

### Dactylopisthes
Dactylopisthes Simon, 1884
- Dactylopisthes digiticeps (Simon, 1881) (Europa)
- Dactylopisthes diphyus (Heimer, 1987) (Mongòlia, Xina)
- Dactylopisthes locketi (Tanasevitch, 1983) (Àsia central)
- Dactylopisthes mirabilis (Tanasevitch, 1985) (Kirguizstan)
- Dactylopisthes mirificus (Georgescu, 1976) (Romania, Rússia, Ucraïna)
- Dactylopisthes video (Chamberlin & Ivie, 1947) (Rússia, Mongòlia, Alaska, Canadà)

### Dactylopisthoides
Dactylopisthoides Eskov, 1990
- Dactylopisthoides hyperboreus Eskov, 1990 (Rússia)

### Decipiphantes
Decipiphantes Saaristo & Tanasevitch, 1996
- Decipiphantes decipiens (L. Koch, 1879) (Finlàndia, Rússia, Mongòlia)

### Deelemania
Deelemania Jocqué & Bosmans, 1983
- Deelemania gabonensis Jocqué, 1983 (Gabon)
- Deelemania malawiensis Jocqué & Russell-Smith, 1984 (Malawi)
- Deelemania manensis Jocqué & Bosmans, 1983 (Costa d'Ivori)
- Deelemania nasuta Bosmans, 1988 (Camerun)

### Dendronetria
Dendronetria Millidge & Russell-Smith, 1992
- Dendronetria humilis Millidge & Russell-Smith, 1992 (Borneo)
- Dendronetria obscura Millidge & Russell-Smith, 1992 (Borneo)

### Denisiphantes
Denisiphantes Tu, Li & Rollard, 2005
- Denisiphantes denisi (Schenkel, 1963) (Xina)

### Diastanillus
Diastanillus Simon, 1926
- Diastanillus pecuarius (Simon, 1884) (França, Àustria)

### Dicornua
Dicornua Oi, 1960
- Dicornua hikosanensis Oi, 1960 (Japó)

### Dicymbium
Dicymbium Menge, 1868
- Dicymbium elongatum (Emerton, 1882) (EUA, Canadà)
- Dicymbium facetum (L. Koch, 1879) (Rússia, Mongòlia)
- Dicymbium libidinosum (Kulczyn'ski, 1926) (Rússia, Xina)
- Dicymbium nigrum (Blackwall, 1834) (Paleàrtic)
  - Dicymbium nigrum brevisetosum Locket, 1962 (Europa)
- Dicymbium salaputium Saito, 1986 (Japó)
- Dicymbium sinofacetum Tanasevitch, 2006 (Xina)
- Dicymbium tibiale (Blackwall, 1836) (Paleàrtic)
- Dicymbium yaginumai Eskov & Marusik, 1994 (Rússia)

### Didectoprocnemis
Didectoprocnemis Denis, 1949
- Didectoprocnemis cirtensis (Simon, 1884) (França, Algèria)

### Diechomma
Diechomma Millidge, 1991
- Diechomma pretiosum Millidge, 1991 (Colòmbia)

### Diplocentria
Diplocentria Hull, 1911
- Diplocentria acoreensis Wunderlich, 1992 (Açores)
- Diplocentria bidentata (Emerton, 1882) (Holàrtic)
- Diplocentria changajensis Wunderlich, 1995 (Mongòlia)
- Diplocentria forsslundi Holm, 1939 (Suècia)
- Diplocentria mediocris (Simon, 1884) (Europa)
- Diplocentria perplexa (Chamberlin & Ivie, 1939) (EUA, Canadà)
- Diplocentria rectangulata (Emerton, 1915) (Holàrtic)
- Diplocentria retinax (Crosby & Bishop, 1936) (EUA, Canadà)

### Diplocephaloides
Diplocephaloides Oi, 1960
- Diplocephaloides saganus (Bösenberg & Strand, 1906) (Corea, Japó)

### Diplocephalus
Diplocephalus Bertkau, 1883
- Diplocephalus algericus Bosmans, 1996 (Algèria)
- Diplocephalus alpinus (O. P.-Cambridge, 1872) (Itàlia, Europa central fins a Rússia)
  - Diplocephalus alpinus strandi Kolosváry, 1937 (Hongria)
  - Diplocephalus alpinus subrufus Rosca, 1935 (Romania)
- Diplocephalus altimontanus Deltshev, 1984 (Bulgària)
- Diplocephalus arnoi Isaia, 2005 (Itàlia)
- Diplocephalus arvernus Denis, 1948 (França)
- Diplocephalus barbiger (Roewer, 1955) (Holàrtic)
- Diplocephalus bicephalus (Simon, 1884) (França, Bulgària)
- Diplocephalus bicurvatus Bösenberg & Strand, 1906 (Japó)
- Diplocephalus bifurcatus Tanasevitch, 1989 (Turkmenistan)
- Diplocephalus caecus Denis, 1952 (Bèlgica)
- Diplocephalus caucasicus Tanasevitch, 1987 (Rússia, Geòrgia)
- Diplocephalus connatus Bertkau, 1889 (Paleàrtic)
  - Diplocephalus connatus jacksoni O. P.-Cambridge, 1903 (Anglaterra)
- Diplocephalus crassilobus (Simon, 1884) (Europa)
- Diplocephalus cristatus (Blackwall, 1833) (Holàrtic, Nova Zelanda, Illes Falkland)
  - Diplocephalus cristatus angusticeps Holm, 1973 (Rússia)
- Diplocephalus culminicola Simon, 1884 (França)
- Diplocephalus dentatus Tullgren, 1955 (Northern, Europa central fins a Ucraïna)
- Diplocephalus foraminifer (O. P.-Cambridge, 1875) (Europa)
  - Diplocephalus foraminifer thyrsiger (Simon, 1884) (França)
- Diplocephalus graecus (O. P.-Cambridge, 1872) (Meridional, Europa central, Àfrica del Nord)
- Diplocephalus gravidus Strand, 1906 (Japó)
- Diplocephalus helleri (L. Koch, 1869) (Europa)
- Diplocephalus hispidulus Saito & Ono, 2001 (Japó)
- Diplocephalus hungaricus Kulczyn'ski, 1915 (Hongria)
- Diplocephalus lancearius (Simon, 1884) (Algèria)
- Diplocephalus latifrons (O. P.-Cambridge, 1863) (Europa, Rússia)
- Diplocephalus longicarpus (Simon, 1884) (França)
- Diplocephalus lusiscus (Simon, 1872) (França, Bèlgica, Alemanya, Suïssa)
- Diplocephalus marusiki Eskov, 1988 (Rússia)
- Diplocephalus mirabilis Eskov, 1988 (Rússia, Xina)
- Diplocephalus montaneus Tanasevitch, 1992 (Àsia central)
- Diplocephalus montanus Eskov, 1988 (Rússia)
- Diplocephalus mystacinus (Simon, 1884) (Algèria, Tunísia)
- Diplocephalus pavesii Pesarini, 1996 (Suïssa, Itàlia)
- Diplocephalus permixtus (O. P.-Cambridge, 1871) (Paleàrtic)
- Diplocephalus picinus (Blackwall, 1841) (Paleàrtic)
- Diplocephalus procer (Simon, 1884) (Europa Meridional)
- Diplocephalus protuberans (O. P.-Cambridge, 1875) (Europa)
- Diplocephalus pseudocrassilobus Gnelitsa, 2006 (Ucraïna)
- Diplocephalus pullinus Simon, 1918 (França)
- Diplocephalus rectilobus (Simon, 1884) (França)
- Diplocephalus rostratus Schenkel, 1934 (Àustria)
- Diplocephalus semiglobosus (Oestring, 1861) (Suècia, Finlàndia, Alemanya)
- Diplocephalus sphagnicola Eskov, 1988 (Rússia, Canadà)
- Diplocephalus subrostratus (O. P.-Cambridge, 1873) (Holàrtic)
- Diplocephalus tiberinus (Caporiacco, 1936) (Itàlia)
- Diplocephalus transcaucasicus Tanasevitch, 1990 (Azerbaijan)
- Diplocephalus turcicus Brignoli, 1972 (Grècia, Turquia)
- Diplocephalus uliginosus Eskov, 1988 (Rússia)

### Diploplecta
Diploplecta Millidge, 1988
- Diploplecta adjacens Millidge, 1988 (Nova Zelanda)
- Diploplecta communis Millidge, 1988 (Nova Zelanda)
- Diploplecta duplex Millidge, 1988 (Nova Zelanda)
- Diploplecta nuda Millidge, 1988 (Nova Zelanda)
- Diploplecta opaca Millidge, 1988 (Nova Zelanda)
- Diploplecta proxima Millidge, 1988 (Nova Zelanda)
- Diploplecta simplex Millidge, 1988 (Nova Zelanda)

### Diplostyla
Diplostyla Emerton, 1882
- Diplostyla concolor (Wider, 1834) (Holàrtic)

### Diplothyron
Diplothyron Millidge, 1991
- Diplothyron fuscus Millidge, 1991 (Veneçuela)

### Disembolus
Disembolus Chamberlin & Ivie, 1933
- Disembolus alpha (Chamberlin, 1948) (EUA)
- Disembolus amoenus Millidge, 1981 (EUA)
- Disembolus anguineus Millidge, 1981 (EUA)
- Disembolus bairdi Edwards, 1999 (EUA)
- Disembolus beta Millidge, 1981 (EUA)
- Disembolus concinnus Millidge, 1981 (EUA)
- Disembolus convolutus Millidge, 1981 (EUA)
- Disembolus corneliae (Chamberlin & Ivie, 1944) (EUA)
- Disembolus galeatus Millidge, 1981 (EUA)
- Disembolus hyalinus Millidge, 1981 (Canadà)
- Disembolus implexus Millidge, 1981 (EUA)
- Disembolus implicatus Millidge, 1981 (EUA)
- Disembolus kesimbus (Chamberlin, 1948) (EUA)
- Disembolus lacteus Millidge, 1981 (EUA)
- Disembolus lacunatus Millidge, 1981 (EUA)
- Disembolus phanus (Chamberlin, 1948) (EUA)
- Disembolus procerus Millidge, 1981 (EUA)
- Disembolus sacerdotalis (Crosby & Bishop, 1933) (EUA)
- Disembolus sinuosus Millidge, 1981 (EUA)
- Disembolus solanus Millidge, 1981 (EUA)
- Disembolus stridulans Chamberlin & Ivie, 1933 (EUA)
- Disembolus torquatus Millidge, 1981 (EUA)
- Disembolus vicinus Millidge, 1981 (EUA)
- Disembolus zygethus Chamberlin, 1948 (EUA)

### Dismodicus
Dismodicus Simon, 1884
- Dismodicus alticeps Chamberlin & Ivie, 1947 (Rússia, Alaska, Canadà, EUA)
- Dismodicus bifrons (Blackwall, 1841) (Paleàrtic)
- Dismodicus decemoculatus (Emerton, 1882) (EUA, Canadà)
- Dismodicus elevatus (C. L. Koch, 1838) (Paleàrtic)
- Dismodicus fungiceps Denis, 1944 (França)
- Dismodicus modicus Chamberlin & Ivie, 1947 (Alaska)
- Dismodicus variegatus Jackson, 1938 (Groenlàndia)

### Doenitzius
Doenitzius Oi, 1960
- Doenitzius peniculus Oi, 1960 (Corea, Japó)
- Doenitzius pruvus Oi, 1960 (Rússia, Xina, Corea, Japó)

### Dolabritor
Dolabritor Millidge, 1991
- Dolabritor ascifer Millidge, 1991 (Colòmbia)
- Dolabritor spineus Millidge, 1991 (Colòmbia)

### Donacochara
Donacochara Simon, 1884
- Donacochara deminuta Locket, 1968 (Angola)
- Donacochara speciosa (Thorell, 1875) (Europa fins a l'Àsia central)

### Drapetisca
Drapetisca Menge, 1866
- Drapetisca alteranda Chamberlin, 1909 (EUA)
- Drapetisca australis Forster, 1955 (Antipodes)
- Drapetisca oteroana Gertsch, 1951 (EUA)
- Drapetisca socialis (Sundevall, 1833) (Paleàrtic)

### Drepanotylus
Drepanotylus Holm, 1945
- Drepanotylus aduncus Sha & Zhu, 1995 (Xina)
- Drepanotylus borealis Holm, 1945 (Suècia, Finlàndia, Rússia)
- Drepanotylus holmi (Eskov, 1981) (Rússia, Mongòlia)
- Drepanotylus pirinicus Deltshev, 1992 (Bulgària)
- Drepanotylus uncatus (O. P.-Cambridge, 1873) (Paleàrtic)

### Dresconella
Dresconella Denis, 1950
- Dresconella nivicola (Simon, 1884) (França)

### Dubiaranea
Dubiaranea Mello-Leitão, 1943
- Dubiaranea abjecta Millidge, 1991 (Ecuador, Perú)
- Dubiaranea abundans Millidge, 1991 (Perú)
- Dubiaranea affinis Millidge, 1991 (Ecuador)
- Dubiaranea albodorsata Millidge, 1991 (Colòmbia)
- Dubiaranea albolineata Millidge, 1991 (Perú)
- Dubiaranea amoena Millidge, 1991 (Perú)
- Dubiaranea argentata Millidge, 1991 (Bolívia)
- Dubiaranea argenteovittata Mello-Leitão, 1943 (Brasil)
- Dubiaranea atra Millidge, 1991 (Bolívia)
- Dubiaranea atriceps Millidge, 1991 (Perú)
- Dubiaranea atripalpis Millidge, 1991 (Veneçuela)
- Dubiaranea atrolineata Millidge, 1991 (Colòmbia)
- Dubiaranea aureola Millidge, 1991 (Perú)
- Dubiaranea aysenensis (Tullgren, 1902) (Xile)
- Dubiaranea bacata Millidge, 1991 (Perú)
- Dubiaranea brevis Millidge, 1991 (Bolívia)
- Dubiaranea caeca Millidge, 1991 (Veneçuela)
- Dubiaranea caledonica (Millidge, 1985) (Xile)
- Dubiaranea castanea Millidge, 1991 (Perú)
- Dubiaranea cekalovici (Millidge, 1985) (Xile)
- Dubiaranea cerea (Millidge, 1985) (Xile)
- Dubiaranea Colòmbiana Millidge, 1991 (Colòmbia)
- Dubiaranea concors Millidge, 1991 (Colòmbia)
- Dubiaranea congruens Millidge, 1991 (Ecuador)
- Dubiaranea crebra Millidge, 1991 (Colòmbia, Veneçuela, Ecuador, Perú)
- Dubiaranea decora Millidge, 1991 (Perú)
- Dubiaranea decurtata Millidge, 1991 (Bolívia)
- Dubiaranea deelemanae Millidge, 1995 (Borneo)
- Dubiaranea difficilis (Mello-Leitão, 1944) (Argentina)
- Dubiaranea discolor Millidge, 1991 (Colòmbia)
- Dubiaranea distracta Millidge, 1991 (Colòmbia)
- Dubiaranea elegans Millidge, 1991 (Perú)
- Dubiaranea fagicola Millidge, 1991 (Xile)
- Dubiaranea falcata (Millidge, 1985) (Xile)
- Dubiaranea festiva (Millidge, 1985) (Xile)
- Dubiaranea fruticola Millidge, 1991 (Perú)
- Dubiaranea fulgens (Millidge, 1985) (Xile)
- Dubiaranea fulvolineata Millidge, 1991 (Perú)
- Dubiaranea furva Millidge, 1991 (Perú)
- Dubiaranea fusca Millidge, 1991 (Perú)
- Dubiaranea gilva Millidge, 1991 (Colòmbia)
- Dubiaranea gloriosa Millidge, 1991 (Colòmbia)
- Dubiaranea grandicula Millidge, 1991 (Perú)
- Dubiaranea gregalis Millidge, 1991 (Perú)
- Dubiaranea habilis Millidge, 1991 (Ecuador)
- Dubiaranea inquilina (Millidge, 1985) (Brasil)
- Dubiaranea insignita Millidge, 1991 (Perú, Bolívia)
- Dubiaranea insulana Millidge, 1991 (Illa Juan Fernandez)
- Dubiaranea insulsa Millidge, 1991 (Ecuador)
- Dubiaranea lepida Millidge, 1991 (Perú)
- Dubiaranea levii Millidge, 1991 (Brasil)
- Dubiaranea longa Millidge, 1991 (Perú)
- Dubiaranea longiscapa (Millidge, 1985) (Xile)
- Dubiaranea luctuosa Millidge, 1991 (Perú)
- Dubiaranea lugubris Millidge, 1991 (Ecuador)
- Dubiaranea maculata (Millidge, 1985) (Xile)
- Dubiaranea manufera (Millidge, 1985) (Xile)
- Dubiaranea margaritata Millidge, 1991 (Colòmbia, Veneçuela)
- Dubiaranea media Millidge, 1991 (Veneçuela)
- Dubiaranea mediocris Millidge, 1991 (Perú)
- Dubiaranea melanocephala Millidge, 1991 (Perú)
- Dubiaranea melica Millidge, 1991 (Perú)
- Dubiaranea mirabilis Millidge, 1991 (Ecuador)
- Dubiaranea modica Millidge, 1991 (Ecuador)
- Dubiaranea morata Millidge, 1991 (Ecuador)
- Dubiaranea nivea Millidge, 1991 (Bolívia)
- Dubiaranea opaca Millidge, 1991 (Perú)
- Dubiaranea orba Millidge, 1991 (Ecuador)
- Dubiaranea ornata Millidge, 1991 (Colòmbia)
- Dubiaranea penai (Millidge, 1985) (Xile)
- Dubiaranea persimilis Millidge, 1991 (Ecuador)
- Dubiaranea procera Millidge, 1991 (Perú)
- Dubiaranea propinquua (Millidge, 1985) (Xile)
- Dubiaranea propria Millidge, 1991 (Colòmbia)
- Dubiaranea proxima Millidge, 1991 (Ecuador)
- Dubiaranea pulchra Millidge, 1991 (Veneçuela)
- Dubiaranea pullata Millidge, 1991 (Perú)
- Dubiaranea remota Millidge, 1991 (Argentina)
- Dubiaranea rufula Millidge, 1991 (Perú)
- Dubiaranea saucia Millidge, 1991 (Brasil)
- Dubiaranea setigera Millidge, 1991 (Colòmbia)
- Dubiaranea signifera Millidge, 1991 (Bolívia)
- Dubiaranea silvae Millidge, 1991 (Perú)
- Dubiaranea silvicola Millidge, 1991 (Colòmbia)
- Dubiaranea similis Millidge, 1991 (Xile)
- Dubiaranea solita Millidge, 1991 (Colòmbia)
- Dubiaranea speciosa Millidge, 1991 (Perú)
- Dubiaranea stellata (Millidge, 1985) (Xile)
- Dubiaranea subtilis (Keyserling, 1886) (Perú)
- Dubiaranea teres Millidge, 1991 (Ecuador)
- Dubiaranea tridentata Millidge, 1993 (Perú)
- Dubiaranea tristis (Mello-Leitão, 1941) (Argentina)
- Dubiaranea truncata Millidge, 1991 (Perú)
- Dubiaranea turbidula (Keyserling, 1886) (Brasil, Perú)
- Dubiaranea usitata Millidge, 1991 (Colòmbia)
- Dubiaranea varia Millidge, 1991 (Perú)
- Dubiaranea variegata Millidge, 1991 (Colòmbia)
- Dubiaranea versicolor Millidge, 1991 (Colòmbia, Ecuador, Perú)
- Dubiaranea veterana Millidge, 1991 (Ecuador)
- Dubiaranea vetusta Millidge, 1991 (Ecuador)

### Dumoga
Dumoga Millidge & Russell-Smith, 1992
- Dumoga arboricola Millidge & Russell-Smith, 1992 (Sulawesi)
- Dumoga complexipalpis Millidge & Russell-Smith, 1992 (Sulawesi)

### Dunedinia
Dunedinia Millidge, 1988
- Dunedinia decolor Millidge, 1988 (Nova Zelanda)
- Dunedinia denticulata Millidge, 1988 (Nova Zelanda)
- Dunedinia occidentalis Millidge, 1993 (Oest d'Austràlia)
- Dunedinia opaca Millidge, 1993 (Sud d'Austràlia)
- Dunedinia pullata Millidge, 1988 (Nova Zelanda)